# Gerohata
Gerohata ist ein osttimoresischer Ort im Suco Ulmera (Verwaltungsamt Bazartete, Gemeinde Liquiçá). Er liegt am Ufer der Straße von Ombai. Der Westteil des Ortes befindet sich in der Aldeia Fatubesilolo, der Ostteil gehört zur Aldeia Nauner. Der breite Sandstrand Praia Ulmera bildet das Ufer der Bucht. Dahinter verläuft die Überlandstraße von Dili nach Liquiçá. Östlich liegt an der Straße der Nachbarort Palem und westlich der Ort Fahite im Suco Motaulun.